# Rugby Club Mainz
Der Rugby Club Mainz ist ein Rugby-Sportverein aus Mainz.

## Geschichte
1997 wurde eine Rugby-Abteilung beim 1. FC Vorwärts Orient Mainz gegründet. Am 21. Juni 1999 entstand aus dieser Abteilung der Rugby Club Mainz. Zunächst nahm man mit einer Herrenmannschaft am Spielbetrieb in den Regionalligen in Rheinland-Pfalz und Hessen teil. Im Sommer 2002 gelang der Aufstieg in die zweite Rugby-Bundesliga Süd. In der nächsten Saison schaffte man aber den Klassenerhalt nicht und am Ende der Saison stieg man wieder ab.
In der Saison 2006/2007 wurde die erste Herrenmannschaft Meister in der Rheinland-Pfalz-Liga und schaffte beim Aufstiegsturnier zur zweiten Bundesliga Süd den Aufstieg, beendete die Saison aber auf einem Abstiegsplatz. Durch die Aufstockung der zweiten Bundesliga auf insgesamt zehn Mannschaften konnte der Abstieg allerdings verhindert werden. Nachdem der Club in der Saison 2012/2013 reformbedingt in die erste Bundesliga aufgestiegen war und sich sogar für die Meisterschaftsrunde qualifiziert hatte, spielte er in der Folgesaison zwar wieder in der ersten Bundesliga, allerdings im Anschluss an die Qualifikationsrunde im DRV-Pokal. 2014 stieg der Verein in die zweite Bundesliga ab. Zur Saison 2015/2016 erfolgte der Rückzug in die 3. Liga Süd-West.
2002 wurde eine Jugendmannschaft und 2003 eine Damenmannschaft ins Leben gerufen.

## Bekannte Spieler
- Nino Haase von 20?? bis 2015